# 513 (numero)
Cinquecentotredici (513) è il numero naturale dopo il 512 e prima del 514.

## Proprietà matematiche
- È un numero dispari.
- È un numero composto con 8 divisori: 1, 3, 9, 19, 27, 51, 171, 513. Poiché la somma dei suoi divisori (escluso il numero stesso) è 287 < 513, è un numero difettivo.
- È un numero nontotiente in quanto dispari e diverso da 1.
- È un numero di Harshad nel sistema numerico decimale.
- È un numero palindromo nel sistema numerico binario e nel sistema di numerazione posizionale a base 8 (1001).
- È un numero malvagio.
- È parte delle terne pitagoriche (184, 513, 545), (420, 513, 663), (513, 684, 855), (513, 1584, 1665), (513, 2280, 2337), (513, 4860, 4887), (513, 6916, 6935), (513, 14616, 14625), (513, 43860, 43863), (513, 131584, 131585).

## Astronomia
- 513 Centesima è un asteroide della fascia principale.
- NGC 513 è una galassia spirale della costellazione di Andromeda.

## Astronautica
- Cosmos 513 è un satellite artificiale russo.